# Macabre (album)
Pour les articles homonymes, voir Macabre (homonymie).
Albums de Dir en grey
Gauze
(1997) Kai
(2001)
Singles
1. Myaku
Sortie : 16 février 2000
2. [KR]cube
Sortie : 7 juin 2000
3. Taiyō no Ao
Sortie : 26 juillet 2000

Macabre (マカブラ) (stylisé MACABRE) est le troisième album du groupe de visual kei Dir en grey, sorti le 20 septembre 2000. Cet album a été auto-produit.

## Réception critique
L'album est couvert dans l'ouvrage Visual Rock Perfect Disc Guide 500, paru en 2013 et produit par un collectif de dix auteurs avec l'intention de lister les 500 albums qui ont marqué l'histoire du genre.

## Liste des titres
Toutes les paroles sont écrites par Kyo.
| No  | Titre                                                                        | Musique     | Durée |
| --- | ---------------------------------------------------------------------------- | ----------- | ----- |
| 1.  | Deity                                                                        | Dir en grey | 4:15  |
| 2.  | Myaku (脈)                                                                   | Dir en grey | 4:05  |
| 3.  | Riyuu (理由)                                                                 | Die         | 5:12  |
| 4.  | Egnirys Cimredopyh +) An Injection                                           | Toshiya     | 5:16  |
| 5.  | Hydra                                                                        | Kaoru       | 5:41  |
| 6.  | Hotarubi (蛍火)                                                              | Shinya      | 6:06  |
| 7.  | [KR]cube                                                                     | Dir en grey | 4:09  |
| 8.  | Berry                                                                        | Kaoru       | 4:20  |
| 9.  | Macabre -Sanagi no Yume wa Ageha no Hane- (MACABRE —揚羽ノ羽三ノ夢ハ二蛹一—) | Kaoru       | 10:49 |
| 10. | Audrey                                                                       | Die         | 4:33  |
| 11. | Rasetsukoku (羅刹国)                                                         | Dir en grey | 3:35  |
| 12. | Zakuro (ザクロ)                                                              | Kaoru       | 8:37  |
| 13. | Taiyō no Ao (太陽の碧)                                                       | Kaoru       | 6:19  |